# Lechriodus melanopyga
Lechriodus melanopyga es una especie de anfibio anuro de la familia Limnodynastidae. Se encuentra en Nueva Guinea.